# Esteban III de Hungría
Esteban III (en latín, Stephanus III; en húngaro, III. István; en croata, Stjepan III; en eslovaco, Štefan III; c. 1147-4 de marzo de 1172) fue rey de Hungría y Croacia desde 1162 hasta su muerte. Fue coronado a principios de junio de 1162, poco después de la muerte de su padre el rey Geza II. Sin embargo, sus dos tíos Ladislao y Esteban —que se habían unido a la corte del Imperio bizantino— desafiaron su derecho a la Corona. Seis semanas después de su coronación, el emperador bizantino Manuel I Comneno lanzó una expedición hacia Hungría y obligó a los señores húngaros a aceptar el reinado de Ladislao. Esteban buscó refugio en Austria, pero volvió y se apoderó de Presburgo (Bratislava). Ladislao falleció el 14 de enero de 1163 y fue sucedido por el tío más joven de Esteban, con el mismo nombre (Esteban IV), sin resistencia, pero su reinado fue impopular. El joven Esteban derrotó a su tío el 19 de junio de 1163 y lo expulsó de Hungría.
Esteban IV intentó recuperar su trono con el apoyo del emperador Manuel I, pero este último hizo las paces con Esteban III. Acordó enviar a su hermano menor Bela a Constantinopla y permitió a los bizantinos apoderarse del ducado de Bela, que incluía Croacia, Dalmacia y Sirmio. En un intento de recuperar estos territorios, Esteban III libró guerras contra los bizantinos entre 1164 y 1167, pero no pudo derrotarlo.
Los historiadores le atribuyen la creación de las «leyes de Székesfehérvár», el primer ejemplo de grandes privilegios concedidos a una ciudad en el Reino de Hungría. Firmó un concordato con la Santa Sede en 1169, en el que renunció al control del nombramiento de los prelados. Murió sin hijos.

## Primeros años
Esteban era el hijo mayor de Geza II y su esposa Eufrosina de Kiev. Nació en el verano de 1147 cuando los cruzados franceses marchaban a través de Hungría hacia Tierra Santa. El rey Luis VII de Francia patrocinó su bautismo. Una mujer llamada Margarita mencionó en su última voluntad en 1152 que «el rey Geza reinó junto con su hijo el duque Esteban» en ese año e indicó que el monarca había nombrado oficialmente al joven príncipe como su heredero. Sin embargo, su posición como sucesor de su padre permaneció inseguro, especialmente después de que sus dos tíos Esteban y Ladislao huyeron de Hungría a finales de los años 1150. Se instalaron en la corte del emperador bizantino Manuel I Comneno en Constantinopla. Geza II concedió Dalmacia, Croacia y Sirmio a su hijo menor Bela como un infantazgo poco antes de su fallecimiento.

## Reinado

### Lucha por el trono (1162-1164)
Geza II murió el 31 de mayo de 1162. El arzobispo de Esztergom —Lucas— coronó rey Esteban de 15 años sin demora. Al enterarse del fallecimiento de Geza II, el emperador Manuel I Comneno se apresuró hacia Hungría, porque «puso un alto valor al señorío» de ese país, según el historiador bizantino Juan Cinnamo. Otro cronista bizantino —Nicetas Choniates— escribió que el emperador decidió apoyar al tío del joven rey —Esteban— para conseguir el trono y esperaba que con su protegido «pudiera recibir la posesión indiscutible y garantizada» de Sirmio y Zimony (Zemun). Al apoyar la pretensión del hermano del difunto rey, el emperador se refirió a «la ley de los húngaros», que ordena que la Corona debe pasar «siempre a los hermanos sobrevivientes», según indicó Cinnamo.
El emperador Manuel I Comneno envió un ejército a Hungría y avanzó hasta Haram (Ram, Serbia) porque sus enviados iniciaron negociaciones con los barones húngaros. Los magnates —sobornados por los bizantinos y temerosos de una invasión del emperador— reconocieron a Ladislao — que era el mayor de los dos tíos del joven rey— como «candidato comprometido». El ejército del joven Esteban fue derrocado en Kapuvár. Huyó del país y buscó refugio en Austria tan solo seis meses después de su coronación. El arzobispo Lucas fue uno de los pocos que permanecieron leales al joven monarca y rechazó a coronar a su tío. Después de que Mikó —arzobispo de Kalocsa— realizara la coronación de Ladislao, el arzobispo Lucas excomulgó al usurpador y declaró que había tomado ilegalmente el poder de su sobrino.

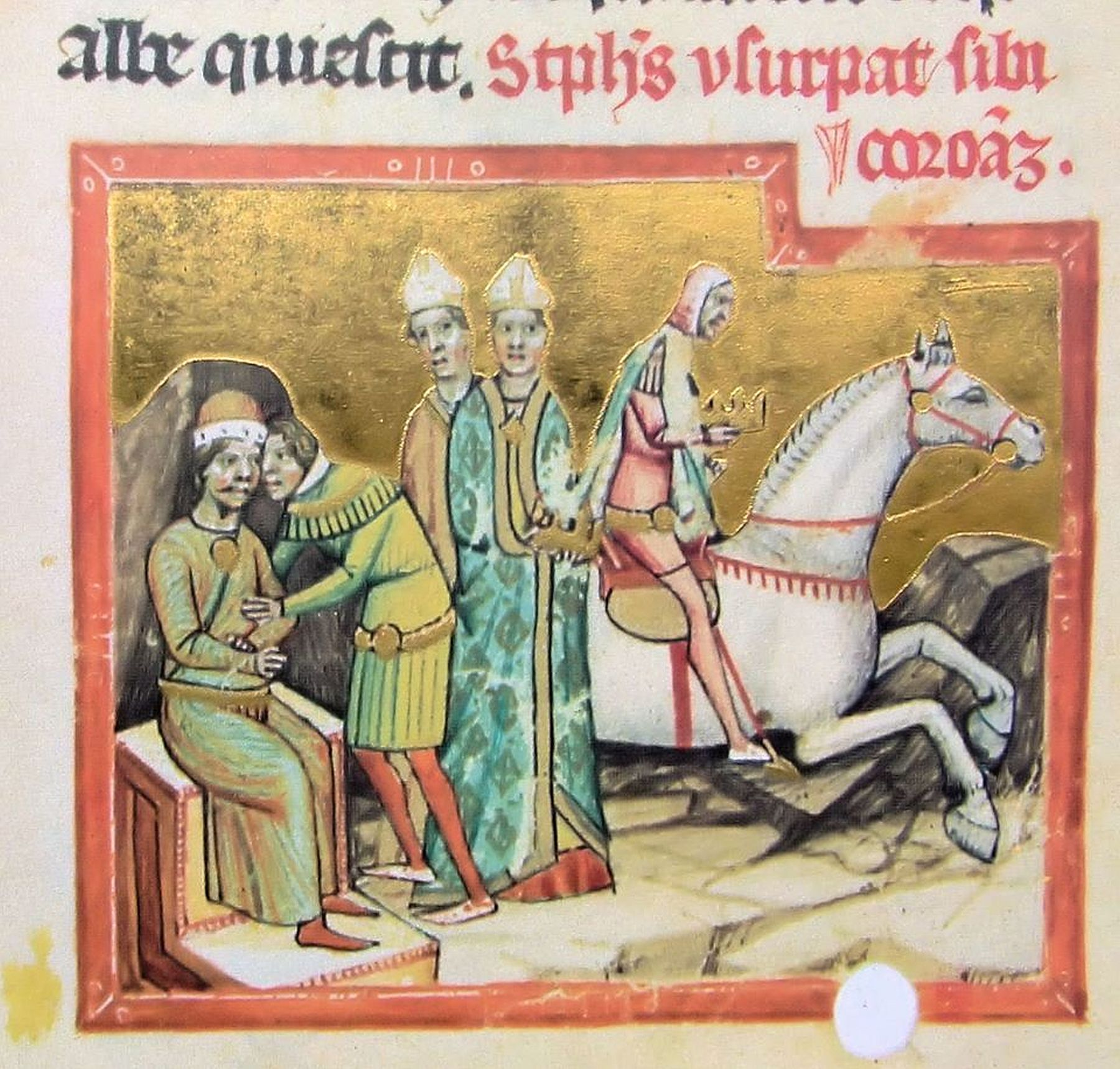
El tío de Esteban III —Ladislao II— usurpando el trono (Crónica iluminada).

A finales de 1162, Esteban III regresó de Austria y capturó Presburgo (Bratislava). No pudo aprovechar la muerte de su tío el 14 de enero de 1163, porque Ladislao II fue sucedido por su hermano menor Esteban IV. Sin embargo, el nuevo rey y su defensa de los intereses del Imperio bizantino causó descontento entre los barones húngaros. El joven Esteban reunió un ejército de barones que habían abandonado a su tío y lo complementó con mercenarios alemanes. Esteban III derrotó a su tío en Székesfehérvár el 19 de junio de 1163. Esteban IV fue capturado, pero Esteban III lo soltó según el consejo del arzobispo Lucas. Este último y la reina madre Eufrosina fueron los principales consejeros del joven monarca durante su reinado. El destronado Esteban IV huyó por primera vez al Sacro Imperio Romano Germánico, pero partió poco después hacia el Imperio bizantino, donde el emperador Manuel I Comneno le prometió apoyo nuevamente.

### Guerras con el Imperio bizantino (1164-1167)
El emperador Manuel I Comneno envió un ejército a Hungría para ayudar a Esteban IV a conseguir el trono de su sobrino. El joven Esteban buscó ayuda de Ladislao II —rey de Bohemia— contra su tío y los bizantinos, pero los barones bohemios se posicionaron en contra de la pelea. Después de esto, Esteban III envió mensajeros al emperador Manuel I Comneno, pero «no prometieron algo genuino», según Cinnamo. El emperador continuó su campaña, pero en definitiva «se dio cuenta de que era imposible para» su protegido «gobernar la tierra de los húngaros» y abrió las negociaciones con Esteban III. Según el tratado de paz, el emperador Manuel I Comneno reconoció el reinado del joven Esteban y este último acordó enviar a su hermano Bela a Constantinopla. Esteban III también prometió que permitiría a los bizantinos tomar el control del ducado de Bela.
Abandonado por el emperador Manuel I Comneno, Esteban IV se acercó al emperador teutón Federico I «Barbarroja». Alrededor del mismo tiempo, un grupo de barones y prelados húngaros envió una carta a Barbarroja en la que declaraban que estaban dispuestos a aceptar su suzeranía. Esteban III también envió mensajeros al emperador alemán, que al final decidió no intervenir, pero ordenó a sus vasallos —el rey de Bohemia, el duque de Austria y el margrave de Estiria— vigilar la situación política en Hungría. El hijo del rey Ladislao —Sviatopluk— incluso se casó con la hermana de Esteban III, Odola. El compromiso de Esteban III con una hija sin nombre registrado del príncipe de Hálych Yaroslav Osmomisl también fue arreglado alrededor de esta época.
Al año siguiente, el rey húngaro rompió su tratado con el emperador Manuel I Comneno y «usurpó la herencia de Bela», según Cinnamo. Una carta de 1164 de Pedro —arzobispo de Spalato (Split)— fue fechada en relación con el dominio de Esteban III y su ban Ampud, lo que sugiriere que al menos una parte del ducado de Bela —Dalmacia central— estaba bajo el reinado de Esteban III en ese año. Por otro lado, el tío destronado de Esteban III invadió Sirmio, donde las masas de residentes celebraron su regreso. Acompañado por las fuerzas del rey Ladislao II de Bohemia y tropas auxiliares de Austria y Hálych, Esteban III lanzó una campaña contra su tío Esteban IV. El emperador Manuel I Comneno —quien estaba a punto de dirigirse hacia la Cilicia armenia— regresó al Danubio, entró en Hungría y avanzó hasta Bács (Bač, Serbia). Se puso en contacto con el rey Ladislao II de Bohemia y lo persuadió de que negociara un tratado de paz con Esteban III. Abandonado por su aliado más importante, Esteban III se vio obligado a renunciar a Sirmio en favor del Imperio bizantino, pero solo después de que el emperador le prometió que no apoyaría a su tío. Aun así, el emperador Manuel I Comneno permitió que el rey destronado permaneciera en Sirmio.

Hemos llegado, mi muchacho, no a librar la guerra contra los húngaros, sino recuperar la tierra para Bela, tu hermano, no es algo que arrancamos por nuestras fuerzas, pero que tú y tu padre habían concedido antes. También para rescatar del peligro a tu tío Esteban [IV], quien está relacionado por matrimonio con nuestra majestad. Si es de acuerdo a tu voluntad que Bela sea nuestro yerno, algo previamente acordado por ti, ¿por qué renuncias rápidamente a nuestra amistad al no darle la tierra? Si te opones al matrimonio y algo más te parece correcto respecto a él, sé que nos abstenemos de restringirte más.
Carta del Emperador Manuel I de 1164 a Esteban III. 

En breve, Esteban III invadió Dalmacia, aunque había prometido a Vitale II Michiel —dogo de Venecia— que se retiraría de las ciudades dálmatas. Tras la llegada de Esteban, los ciudadanos de Zadar expulsaron al gobernador veneciano y aceptaron su suzeranía. Volvió a irrumpir en Sirmio y sitió a su tío en Zimony en la primavera de 1165. El emperador Manuel I Comneno decidió hacer un contraataque, pero una rebelión de su primo Andrónico I Comneno le impidió dirigirse al Danubio. Sin embargo, Manuel I Comneno envió mensajeros a los monarcas que habían apoyado anteriormente a Esteban III, persuadiéndolos a permanecer neutrales en el conflicto. El tío de Esteban III murió de envenenamiento durante el asedio de Zimony, el 11 de abril. La fortaleza pronto cayó en manos de Esteban III. La contraofensiva bizantina comenzó a finales de junio. Un ejército al mando del emperador Manuel I Comneno sitió Zimony y lo recapturó; otra fuerza bizantina invadió y ocupó Bosnia y Dalmacia. La flota veneciana intervino en el lado de los bizantinos en Dalmacia y forzó a Zadar a aceptar nuevamente la autoridad del dogo. Esteban III solo pudo firmar un nuevo tratado de paz con el emperador Manuel I Comneno después de renunciar a Sirmio y Dalmacia.

[Esteban] envió mensajeros al emperador, hombres de la aristocracia y uno que gozaba del oficio de obispo, y acordó entregar [Sirmio] otra vez a los romanos, y además la totalidad de Dalmacia. Cuando llegaron a la vista del emperador, pronunciaron lo que se les había ordenado y pidieron al emperador que abandonara su ira. Al principio se negó, diciendo: «Sería realmente estimable, enviados, si alguien pensó que era apropiado restaurar las cosas que él había robado anteriormente. Retenemos [Sirmio], recuperamos [Zimony], ya somos maestres de los dálmatas, somos señores [de ellos], de los cuales ustedes, los dotantes, han sido privados. ¿Entonces hay entre vosotros otra [Sirmio]? ¿Hay otra [Zimony] y Dalmacia que ahora vengan a darnos?» Así, primero les respondió, luego cambió de opinión, y dijo: «Pero entonces, para que sepáis que deseamos hacer la paz como un regalo para vosotros, que son cristianos, venid, tomad los juramentos».
Hechos de Juan y Manuel Comneno de Juan Cinnamo. 

Un ejército húngaro al mando del ispán Denis irrumpió en Sirmio una vez más en la primavera de 1166. Los húngaros derrotaron a un ejército bizantino y ocuparon la provincia con la excepción de Zimony. El emperador Manuel I Comneno envió tres ejércitos hacia Hungría. El primer ejército dirigido por el protóstrator Alejo Ajuco y el hermano de Esteban III —Bela— estaba estacionado cerca del Danubio para distraer la atención de los movimientos de otras dos unidades que saqueaban Transilvania y que estaban al mando de León Batatzes y Juan Ducas Camatero. La campaña bizantina causó una gran devastación en los territorios orientales del Reino de Hungría y obligó a Esteban III a buscar la reconciliación. A petición suya, el duque de Austria Enrique «Jasomirgott» —cuya esposa era sobrina del emperador Manuel I Comneno— medió un armisticio. Al final del año, Esteban se casó con la hija del duque, Inés. Al mismo tiempo, un ejército húngaro invadió Dalmacia y capturó a Nicéforo Chaloufes, el gobernador bizantino de la provincia. Esteban concedió propiedades en Alba Maritima (Biograd na Moru) y los privilegios de Sebenico (Šibenik) en 1166 y 1167, respectivamente, lo que demuestra que ambas localidades aceptaron su suzeranía después de la campaña.
El emperador Manuel I Comneno envió un ejército a Sirmio y su flota a Zimony después de Pascua de 1167. Los húngaros reunieron a sus tropas y reclutaron a unas cuantas fuerzas aliadas como mercenarios, especialmente alemanes, según Choniates. El contemporáneo Rahewin escribió que Esteban III «hizo [la] guerra al emperador de los griegos» porque había recibido y asistido a su hermano Bela. Según Rahewin y Enrique de Mügeln, Esteban recibió el apoyo de su suegro, el duque Enrique «Jasomirgott». Sin embargo, el ejército bizantino liderado por Andrónico Contostéfano aniquiló a los húngaros al mando del ispán Denis en una batalla decisiva que se libró cerca de Zimony el 8 de julio. Cinnamo añadió que «la guerra contra los húngaros» concluyó en el campo de batalla. Según Enrique de Mügeln, Esteban firmó un tratado de paz en el que renunció al ducado que su padre había legado a su hermano Bela. El 17 de diciembre de 1167 también llegó a un acuerdo con el dogo Vitale II Michiel, dándole su sobrina María como esposa a la hija del dogo —Nicolás—, según la Historia de los dogos de Venecia (siglo XIII).

### Últimos años (1167-1172)
Existe evidencia que sugiere que Esteban tomó los ingresos de la Iglesia católica para financiar su guerra con el Imperio bizantino. La correspondencia de Tomás Becket y Juan de Salisbury revela que los principios de la reforma gregoriana no fueron introducidos completamente en Hungría «a causa de los actos desenfrenados de la tiranía de los seculares contra las instituciones apostólicas» a finales de los años 1160. Esteban transfirió a Prodano —obispo de Zagreb— de su diócesis sin consultar a la Santa Sede. El papa Alejandro III envió a su legado apostólico el cardenal Manfredo en 1169, quien discutió estos temas con el rey, la reina madre y los prelados. Las negociaciones concluyeron con un acuerdo que prohibía al monarca destituir o reubicar arbitrariamente a los prelados o confiscar sus bienes. El pontífice apoyó a Esteban contra el arzobispo Lucas de Esztergom cuando este último intentó obstaculizar la consagración del protegido del rey —Andrés, obispo electo de Győr— debido a que su elección supuestamente no era canónica.
Los caballeros templarios se establecieron en Hungría durante el reinado de Esteban III. Según los historiadores Ferenc Makk y Pál Engel, el rey húngaro concedió privilegios especiales a los colonos valones de Székesfehérvár, incluyendo la exención de impuestos aduaneros en todo el reino. En el siglo XIII, los mismos privilegios —las llamadas «leyes Székesfehérvár»— se concedieron a otras ciudades y contribuyó a su desarrollo.
Esteban murió el 4 de marzo de 1172. Arnoldo de Lübeck estaba en Hungría en ese tiempo y escribió un rumor extendido en el país que atribuía la muerte inesperada del monarca de 25 años a un envenenamiento. Esteban fue enterrado en Esztergom.

## Matrimonio
El compromiso de Esteban con la hija de Yaroslav Osmomisl de Hálych se rompió en 1166. En su lugar, se casó con Inés de Austria al final del año. De ese matrimonio nació un hijo en 1167 —Bela—, pero el niño murió en el mismo año. Inés sobrevivió a su marido y estaba embarazada al momento de su muerte. Su padre estaba en Hungría cuando falleció Esteban III y se la llevó a Austria. Inés dio a luz a un segundo hijo, pero su destino es desconocido. Más tarde se casó con Herman, duque de Carintia.

## Ancestros
| \| \| \| \| \| \| \| \| \| \| \| \| \| \| \| \| \| \| \| \| 16. Geza I de Hungría \| \| \| \| \| \| \| \| \| \| \| \| \| \| \| \| \| \| \| \| \| \| \| \| \| \| \| \| \| \| \| \| \| \| \| \| \| \| \| \| \| \| \| \| \| \| \| \| \| \| \| \| \| \| 8. Álmos \| \| \| \| \| \| \| \| \| \| \| \| \| \| \| \| \| \| \| \| \| \| \| \| \| \| \| \| \| \| \| \| \| \| \| \| \| \| \| \| \| \| \| \| \| \| \| \| \| \| \| \| \| \| 17. Sofía \| \| \| \| \| \| \| \| \| \| \| \| \| \| \| \| \| \| \| \| \| \| \| \| \| \| \| \| \| \| \| \| \| \| \| \| \| \| \| \| \| \| \| \| \| \| \| \| \| \| \| \| \| \| 4. Bela II de Hungría \| \| \| \| \| \| \| \| \| \| \| \| \| \| \| \| \| \| \| \| \| \| \| \| \| \| \| \| \| \| \| \| \| \| \| \| \| \| \| \| \| \| \| \| \| \| \| \| \| \| \| \| \| \| 9. Predslava de Kiev \| \| \| \| \| \| \| \| \| \| \| \| \| \| \| \| \| \| \| \| \| \| \| \| \| \| \| \| \| \| \| \| \| \| \| \| \| \| \| \| \| \| \| \| \| \| \| \| \| \| \| \| \| \| 2. Geza II de Hungría \| \| \| \| \| \| \| \| \| \| \| \| \| \| \| \| \| \| \| \| \| \| \| \| \| \| \| \| \| \| \| \| \| \| \| \| \| \| \| \| \| \| \| \| \| \| \| \| \| \| \| \| \| \| 20. Marco \| \| \| \| \| \| \| \| \| \| \| \| \| \| \| \| \| \| \| \| \| \| \| \| \| \| \| \| \| \| \| \| \| \| \| \| \| \| \| \| \| \| \| \| \| \| \| \| \| \| \| \| \| \| 10. Uros I de Serbia \| \| \| \| \| \| \| \| \| \| \| \| \| \| \| \| \| \| \| \| \| \| \| \| \| \| \| \| \| \| \| \| \| \| \| \| \| \| \| \| \| \| \| \| \| \| \| \| \| \| \| \| \| \| 5. Helena de Rascia \| \| \| \| \| \| \| \| \| \| \| \| \| \| \| \| \| \| \| \| \| \| \| \| \| \| \| \| \| \| \| \| \| \| \| \| \| \| \| \| \| \| \| \| \| \| \| \| \| \| \| \| \| \| 22. Constantino Diógenes \| \| \| \| \| \| \| \| \| \| \| \| \| \| \| \| \| \| \| \| \| \| \| \| \| \| \| \| \| \| \| \| \| \| \| \| \| \| \| \| \| \| \| \| \| \| \| \| \| \| \| \| \| \| 11. Ana Diogenisa \| \| \| \| \| \| \| \| \| \| \| \| \| \| \| \| \| \| \| \| \| \| \| \| \| \| \| \| \| \| \| \| \| \| \| \| \| \| \| \| \| \| \| \| \| \| \| \| \| \| \| \| \| \| 23. Teodora, hija de Juan Comneno \| \| \| \| \| \| \| \| \| \| \| \| \| \| \| \| \| \| \| \| \| \| \| \| \| \| \| \| \| \| \| \| \| \| \| \| \| \| \| \| \| \| \| \| \| \| \| \| \| \| \| \| \| \| 1. Esteban III de Hungría \| \| \| \| \| \| \| \| \| \| \| \| \| \| \| \| \| \| \| \| \| \| \| \| \| \| \| \| \| \| \| \| \| \| \| \| \| \| \| \| \| \| \| \| \| \| \| \| \| \| \| \| \| \| 24. Vsévolod I de Kiev \| \| \| \| \| \| \| \| \| \| \| \| \| \| \| \| \| \| \| \| \| \| \| \| \| \| \| \| \| \| \| \| \| \| \| \| \| \| \| \| \| \| \| \| \| \| \| \| \| \| \| \| \| \| 12. Vladímir II Monómaco de Kiev \| \| \| \| \| \| \| \| \| \| \| \| \| \| \| \| \| \| \| \| \| \| \| \| \| \| \| \| \| \| \| \| \| \| \| \| \| \| \| \| \| \| \| \| \| \| \| \| \| \| \| \| \| \| 25. Anastasia, hija de Constantino IX Monómaco \| \| \| \| \| \| \| \| \| \| \| \| \| \| \| \| \| \| \| \| \| \| \| \| \| \| \| \| \| \| \| \| \| \| \| \| \| \| \| \| \| \| \| \| \| \| \| \| \| \| \| \| \| \| 6. Mstislav I de Kiev \| \| \| \| \| \| \| \| \| \| \| \| \| \| \| \| \| \| \| \| \| \| \| \| \| \| \| \| \| \| \| \| \| \| \| \| \| \| \| \| \| \| \| \| \| \| \| \| \| \| \| \| \| \| 26. Haroldo II de Inglaterra \| \| \| \| \| \| \| \| \| \| \| \| \| \| \| \| \| \| \| \| \| \| \| \| \| \| \| \| \| \| \| \| \| \| \| \| \| \| \| \| \| \| \| \| \| \| \| \| \| \| \| \| \| \| 13. Gytha de Wessex \| \| \| \| \| \| \| \| \| \| \| \| \| \| \| \| \| \| \| \| \| \| \| \| \| \| \| \| \| \| \| \| \| \| \| \| \| \| \| \| \| \| \| \| \| \| \| \| \| \| \| \| \| \| 27. Edith Swanneck \| \| \| \| \| \| \| \| \| \| \| \| \| \| \| \| \| \| \| \| \| \| \| \| \| \| \| \| \| \| \| \| \| \| \| \| \| \| \| \| \| \| \| \| \| \| \| \| \| \| \| \| \| \| 3. Eufrosina de Kiev \| \| \| \| \| \| \| \| \| \| \| \| \| \| \| \| \| \| \| \| \| \| \| \| \| \| \| \| \| \| \| \| \| \| \| \| \| \| \| \| \| \| \| \| \| \| \| \| \| \| \| \| \| \| 14. Dmitri Savídsch de Nóvgorod \| \| \| \| \| \| \| \| \| \| \| \| \| \| \| \| \| \| \| \| \| \| \| \| \| \| \| \| \| \| \| \| \| \| \| \| \| \| \| \| \| \| \| \| \| \| \| \| \| \| \| \| \| \| 7. Ljubava Savídsch \| \| \| \| \| \| \| \| \| \| \| \| \| \| \| \| \| \| \| \| \| \| \| \| \| \| \| \| \| \| \| \| \| \| \| \| \| \| \| \| \| \| \| \| \| \| \| \| \| \| \| \| |                                                |  |  |  |  |  |  |  |  |  |  |  |  |  |  |  |
| |                                                |  |  |  |  |  |  |  |  |  |  |  |  |  |  |  |
| | 16. Geza I de Hungría                          |  |  |  |  |  |  |  |  |  |  |  |  |  |  |  |
| |                                                |  |  |  |  |  |  |  |  |  |  |  |  |  |  |  |
| |                                                |  |  |  |  |  |  |  |  |  |  |  |  |  |  |  |
| | 8. Álmos                                       |  |  |  |  |  |  |  |  |  |  |  |  |  |  |  |
| |                                                |  |  |  |  |  |  |  |  |  |  |  |  |  |  |  |
| |                                                |  |  |  |  |  |  |  |  |  |  |  |  |  |  |  |
| | 17. Sofía                                      |  |  |  |  |  |  |  |  |  |  |  |  |  |  |  |
| |                                                |  |  |  |  |  |  |  |  |  |  |  |  |  |  |  |
| |                                                |  |  |  |  |  |  |  |  |  |  |  |  |  |  |  |
| | 4. Bela II de Hungría                          |  |  |  |  |  |  |  |  |  |  |  |  |  |  |  |
| |                                                |  |  |  |  |  |  |  |  |  |  |  |  |  |  |  |
| |                                                |  |  |  |  |  |  |  |  |  |  |  |  |  |  |  |
| | 9. Predslava de Kiev                           |  |  |  |  |  |  |  |  |  |  |  |  |  |  |  |
| |                                                |  |  |  |  |  |  |  |  |  |  |  |  |  |  |  |
| |                                                |  |  |  |  |  |  |  |  |  |  |  |  |  |  |  |
| | 2. Geza II de Hungría                          |  |  |  |  |  |  |  |  |  |  |  |  |  |  |  |
| |                                                |  |  |  |  |  |  |  |  |  |  |  |  |  |  |  |
| |                                                |  |  |  |  |  |  |  |  |  |  |  |  |  |  |  |
| | 20. Marco                                      |  |  |  |  |  |  |  |  |  |  |  |  |  |  |  |
| |                                                |  |  |  |  |  |  |  |  |  |  |  |  |  |  |  |
| |                                                |  |  |  |  |  |  |  |  |  |  |  |  |  |  |  |
| | 10. Uros I de Serbia                           |  |  |  |  |  |  |  |  |  |  |  |  |  |  |  |
| |                                                |  |  |  |  |  |  |  |  |  |  |  |  |  |  |  |
| |                                                |  |  |  |  |  |  |  |  |  |  |  |  |  |  |  |
| | 5. Helena de Rascia                            |  |  |  |  |  |  |  |  |  |  |  |  |  |  |  |
| |                                                |  |  |  |  |  |  |  |  |  |  |  |  |  |  |  |
| |                                                |  |  |  |  |  |  |  |  |  |  |  |  |  |  |  |
| | 22. Constantino Diógenes                       |  |  |  |  |  |  |  |  |  |  |  |  |  |  |  |
| |                                                |  |  |  |  |  |  |  |  |  |  |  |  |  |  |  |
| |                                                |  |  |  |  |  |  |  |  |  |  |  |  |  |  |  |
| | 11. Ana Diogenisa                              |  |  |  |  |  |  |  |  |  |  |  |  |  |  |  |
| |                                                |  |  |  |  |  |  |  |  |  |  |  |  |  |  |  |
| |                                                |  |  |  |  |  |  |  |  |  |  |  |  |  |  |  |
| | 23. Teodora, hija de Juan Comneno              |  |  |  |  |  |  |  |  |  |  |  |  |  |  |  |
| |                                                |  |  |  |  |  |  |  |  |  |  |  |  |  |  |  |
| |                                                |  |  |  |  |  |  |  |  |  |  |  |  |  |  |  |
| | 1. Esteban III de Hungría                      |  |  |  |  |  |  |  |  |  |  |  |  |  |  |  |
| |                                                |  |  |  |  |  |  |  |  |  |  |  |  |  |  |  |
| |                                                |  |  |  |  |  |  |  |  |  |  |  |  |  |  |  |
| | 24. Vsévolod I de Kiev                         |  |  |  |  |  |  |  |  |  |  |  |  |  |  |  |
| |                                                |  |  |  |  |  |  |  |  |  |  |  |  |  |  |  |
| |                                                |  |  |  |  |  |  |  |  |  |  |  |  |  |  |  |
| | 12. Vladímir II Monómaco de Kiev               |  |  |  |  |  |  |  |  |  |  |  |  |  |  |  |
| |                                                |  |  |  |  |  |  |  |  |  |  |  |  |  |  |  |
| |                                                |  |  |  |  |  |  |  |  |  |  |  |  |  |  |  |
| | 25. Anastasia, hija de Constantino IX Monómaco |  |  |  |  |  |  |  |  |  |  |  |  |  |  |  |
| |                                                |  |  |  |  |  |  |  |  |  |  |  |  |  |  |  |
| |                                                |  |  |  |  |  |  |  |  |  |  |  |  |  |  |  |
| | 6. Mstislav I de Kiev                          |  |  |  |  |  |  |  |  |  |  |  |  |  |  |  |
| |                                                |  |  |  |  |  |  |  |  |  |  |  |  |  |  |  |
| |                                                |  |  |  |  |  |  |  |  |  |  |  |  |  |  |  |
| | 26. Haroldo II de Inglaterra                   |  |  |  |  |  |  |  |  |  |  |  |  |  |  |  |
| |                                                |  |  |  |  |  |  |  |  |  |  |  |  |  |  |  |
| |                                                |  |  |  |  |  |  |  |  |  |  |  |  |  |  |  |
| | 13. Gytha de Wessex                            |  |  |  |  |  |  |  |  |  |  |  |  |  |  |  |
| |                                                |  |  |  |  |  |  |  |  |  |  |  |  |  |  |  |
| |                                                |  |  |  |  |  |  |  |  |  |  |  |  |  |  |  |
| | 27. Edith Swanneck                             |  |  |  |  |  |  |  |  |  |  |  |  |  |  |  |
| |                                                |  |  |  |  |  |  |  |  |  |  |  |  |  |  |  |
| |                                                |  |  |  |  |  |  |  |  |  |  |  |  |  |  |  |
| | 3. Eufrosina de Kiev                           |  |  |  |  |  |  |  |  |  |  |  |  |  |  |  |
| |                                                |  |  |  |  |  |  |  |  |  |  |  |  |  |  |  |
| |                                                |  |  |  |  |  |  |  |  |  |  |  |  |  |  |  |
| | 14. Dmitri Savídsch de Nóvgorod                |  |  |  |  |  |  |  |  |  |  |  |  |  |  |  |
| |                                                |  |  |  |  |  |  |  |  |  |  |  |  |  |  |  |
| |                                                |  |  |  |  |  |  |  |  |  |  |  |  |  |  |  |
| | 7. Ljubava Savídsch                            |  |  |  |  |  |  |  |  |  |  |  |  |  |  |  |
| |                                                |  |  |  |  |  |  |  |  |  |  |  |  |  |  |  |
| |                                                |  |  |  |  |  |  |  |  |  |  |  |  |  |  |  |